# Fernando Torres
Fernando José Torres Sanz (Fuenlabrada, 20 marzo 1984) è un allenatore di calcio ed ex calciatore spagnolo, di ruolo attaccante, tecnico dell'Atlético Madrid B. Con la nazionale spagnola si è laureato campione del mondo nel 2010 e campione d'Europa nel 2008 e nel 2012.
Soprannominato El Niño (in italiano "il bambino") per i suoi tratti somatici e per la sua precocità, ha esordito nella Liga a 18 anni e a 19 è diventato capitano dell'Atlético Madrid. Nel 2001 è stato inserito nella lista dei 100 migliori giovani calciatori stilata da Don Balón e dopo il trasferimento al Liverpool è stato universalmente considerato come uno dei giocatori più forti al mondo, arrivando a raggiungere il podio del Pallone d'oro 2008 alle spalle di Cristiano Ronaldo e Lionel Messi.
Nel prosieguo della sua carriera ha vissuto momenti altalenanti, complici diversi infortuni, vestendo le maglie di Chelsea, Milan e ancora Atlético Madrid, prima di chiudere la carriera nel Sagan Tosu. Insieme a Juan Mata, Pedro, Jürgen Kohler e Andreas Möller, è uno dei 
cinque  giocatori che hanno vinto una UEFA Champions League, una UEFA Europa League, un Europeo e un Mondiale.

## Biografia
Fernando Torres ha una sorella e un fratello maggiori: Mari Paz e Israel. Israel, che giocava come portiere, chiedeva spesso a Fernando di tirargli il pallone, facendo così appassionare quest'ultimo al calcio. Nel 2009 si è sposato a El Escorial con Olalla Domínguez Liste, che aveva conosciuto quando aveva 8 anni; la coppia ha tre figli.
Nel 2011 gli è stato intitolato lo stadio del Club de Fùtbol Fuenlabrada, squadra della sua città natale. La partita di inaugurazione dell'impianto ha visto affrontarsi in amichevole il 1º settembre 2011 la squadra di casa e l'Atlético Madrid (club in cui lo spagnolo è cresciuto), che ha vinto per 3-0.

## Caratteristiche tecniche
Torres era un centravanti dotato di velocità, ottima tecnica individuale e abilità nel gioco aereo. Nei periodi più brillanti della propria carriera ha inoltre dimostrato un innato fiuto per il gol. Viene considerato come uno degli attaccanti più forti della sua generazione.

## Carriera

### Club

#### Gli esordi e l'affermazione nell'Atlético Madrid

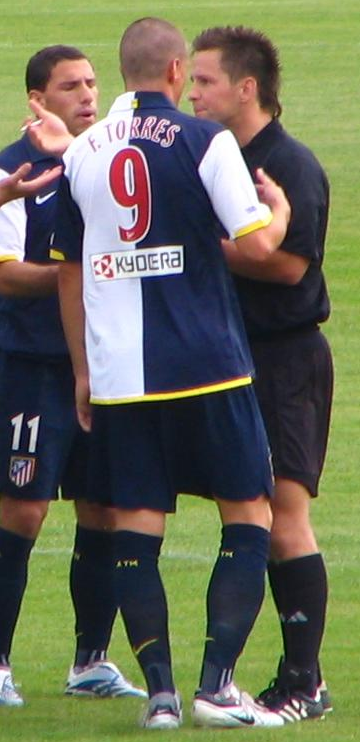
Torres nel 2006 all'Atlético Madrid

Inizia a giocare a calcio all'età di 10 anni nel Rayo 13. A 11 anni - dopo aver sostenuto un provino - viene prelevato dall'Atlético Madrid. Nel 1999 firma il suo primo contratto da professionista con i Colchoneros. A causa di un infortunio alla gamba - che lo tiene fermo fino a dicembre - esordisce in prima squadra il 27 maggio 2001 contro il Leganés allo stadio Vicente Calderón di Madrid, diventando - all'età di 17 anni - il più giovane giocatore ad indossare la maglia dell'Atlético Madrid. Una settimana più tardi ha segnato la sua prima rete contro l'Albacete.
L'anno successivo la squadra viene promossa nella Liga. Nella sua prima stagione nel massimo campionato spagnolo Torres ha giocato 29 partite e realizzato 13 gol. Nella stagione 2003-2004 Torres, a 19 anni, è stato nominato capitano dei Colchoneros, diventando così il più giovane capitano della storia dell'Atlético Madrid. Quella stagione per Torres è stata la più prolifica dal punto di vista realizzativo con la maglia dell'Atlético Madrid per un totale di 21 reti in 40 partite e disputate. L'Atlético è arrivato settimo in campionato, qualificandosi per la Coppa Intertoto 2004. Durante tale manifestazione, prima competizione internazionale disputata da Torres, ha segnato 2 gol in 5 partite, alle quali si sono aggiunti altri 16 gol in campionato e 2 in Coppa del Re per un totale di 20 reti in 49 gare.
Sia nella stagione 2005-2006 sia in quella 2006-2007 tra campionato e Coppa del Re Torres ha disputato 40 partite segnando rispettivamente 13 e 15 gol, risultando il miglior marcatore della propria squadra per 5 stagioni consecutive (dal 2003-2004 al 2006-2007).

#### Il passaggio al Liverpool e la consacrazione internazionale
Il 3 luglio 2007, il Liverpool ha ufficializzato l'acquisto di Torres per la cifra record di 26,5 milioni di sterline (circa 20 milioni in contanti più la cessione di Luis García); il giocatore spagnolo ha firmato un contratto di 6 anni con i Reds.

Torres ha esordito in gare ufficiali con il Liverpool l'11 agosto 2007, contro l'Aston Villa (2-1) e ha realizzato la sua prima rete in Premier League il 19 agosto al 16º minuto di Liverpool-Chelsea (1-1). La sua prima presenza in Champions League avvenne nei preliminari dell'edizione 2007-08 contro il Tolosa, mentre la prima rete in Europa risale al 28 novembre 2007, contro il Porto.

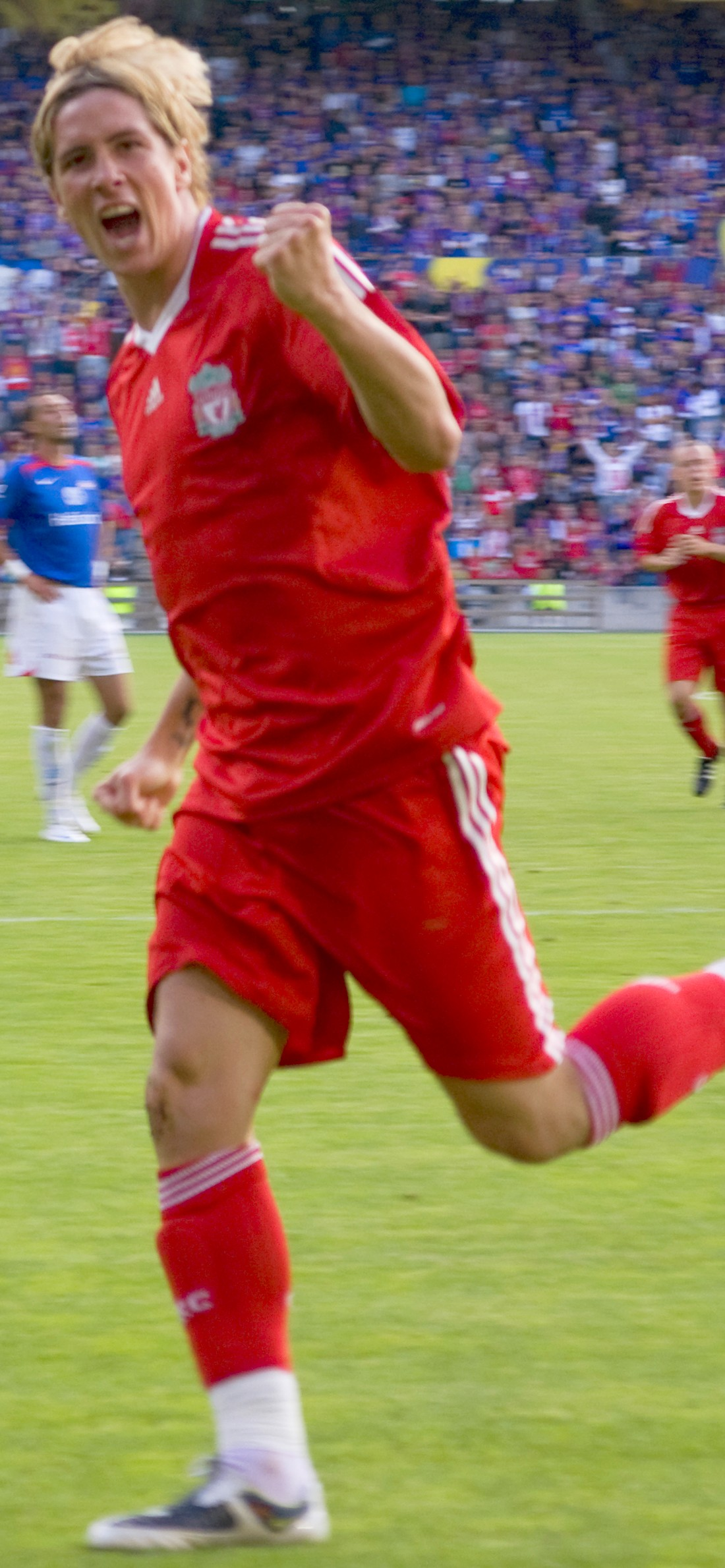
Torres nel 2008 con la maglia dei Reds

Al suo primo anno con i Reds ha realizzato 33 reti stagionali, stabilendo alcuni primati: ha infatti battuto il precedente record di gol in una stagione con il Liverpool, che apparteneva a Michael Owen (28 centri), nonché il record di 23 reti alla prima stagione in Premier League di uno straniero, appartenuto a Ruud van Nistelrooij. Ha inoltre eguagliato il record di 8 partite casalinghe consecutive in gol, detenuto da Roger Hunt (stagione 1961-1962, quando il Liverpool giocava in Second Division). Degne di nota anche le due triplette realizzate in due partite casalinghe consecutive, impresa che nella massima serie inglese non riusciva a un giocatore del Liverpool dal 1946.
Eletto miglior giocatore della Premier League 2007-2008 nell'ambito dei Northwest Football Awards. nello stesso anno vince anche il campionato d'Europa 2008 con la Spagna; l'ottima annata consente a Torres di piazzarsi al 3º posto nella classifica del Pallone d'oro 2008 con 179 punti e del FIFA World Player 2008 con 203 punti, oltre che di essere inserito nel FIFPro World XI. Inoltre, nonostante fosse al Liverpool solo da un anno e mezzo, nel febbraio 2009 è stato inserito dal Times nella lista dei 50 più grandi giocatori dei Reds.
Nel corso della stagione 2009-2010, il 29 dicembre 2009 al Villa Park di Birmingham, ha segnato il suo 50º gol in 72 presenze in Premier League, diventando così il giocatore dei Reds a raggiungere tale traguardo nel minor numero di partite. Nonostante diversi periodi di inattività a causa di infortuni in particolare al ginocchio destro, Torres è risultato il miglior marcatore stagionale del Liverpool con 22 reti (18 in Premier League e 4 in Europa League).
I suoi ultimi due goal per i Reds vengono realizzati nella trasferta del 22 gennaio 2011 contro il Wolverhampton, nello 0-3 finale. Termina la propria esperienza al Liverpool con all'attivo 65 reti in 102 gare di campionato, 81 reti in 142 presenze totali.

#### L'esperienza al Chelsea

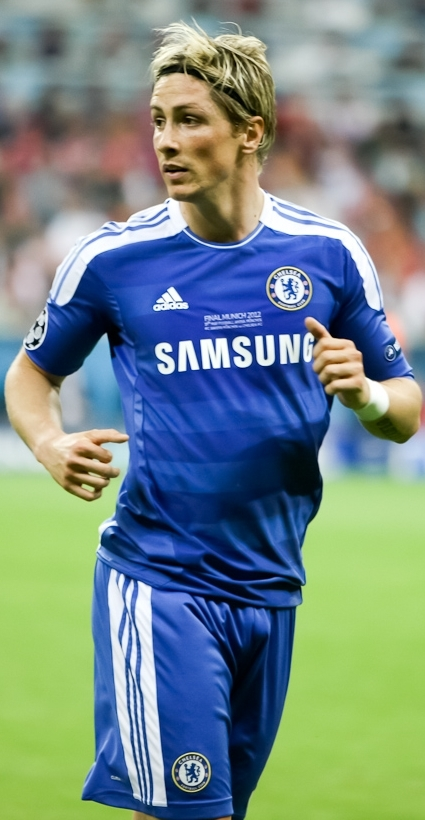
Torres al Chelsea nel 2012

Il 31 gennaio 2011 viene ufficializzato il suo trasferimento a titolo definitivo al Chelsea per 50 milioni di sterline (circa € 58,5 milioni), che lo hanno reso (all'epoca) l'acquisto più costoso nella storia dei Blues e del calcio inglese. L'attaccante spagnolo ha firmato un contratto di cinque anni e mezzo con il club londinese. Esordisce con la maglia del Chelsea il 6 febbraio 2011 proprio contro la sua ex squadra, il Liverpool, in un incontro di Premier League vinto 1-0 dai Reds. Il primo gol con i Blues arriva il 23 aprile contro il West Ham Utd; sarà l'unica rete segnata nella prima stagione al Chelsea, conclusa con 18 presenze tra Premier League e Champions League.
Anche la stagione successiva non è particolarmente positiva sul piano realizzativo (11 reti in 49 partite); tuttavia, Torres realizza alcuni gol pesanti, come quello messo a segno il 24 aprile 2012 nei minuti di recupero della semifinale di Champions League contro il Barcellona, decisivo per l'accesso alla finalissima. Alla fine della stagione vince la FA Cup (6 presenze e 2 gol) e la Champions League (10 presenze e 3 gol), disputandone da subentrato la finale vinta ai rigori contro il Bayern Monaco.
Il 12 agosto 2012 va a segno nel Community Shield 2012 perso per 2-3 contro il Manchester City. Il 31 agosto perde la Supercoppa UEFA 2012 contro l'Atletico Madrid (1-4). Il 7 novembre realizza il suo primo gol in Champions League, nella gara vinta per 3-2 con lo Shakhtar Donetsk. Il 13 dicembre, nella semifinale della Coppa del mondo per club 2012, realizza il secondo gol del Chelsea nella vittoria per 3-1 contro i messicani del Monterrey, che ha valso l'accesso in finale, vinta poi dal Corinthians (1-0). Il 14 marzo 2013 Torres, grazie al gol del definitivo 3-1 realizzato contro la Steaua Bucarest, che ha valso al Chelsea la qualificazione ai quarti di Europa League, è diventato il primo calciatore capace di segnare in 7 differenti competizioni nel corso della stessa stagione (sulle 8 totali disputate con la squadra londinese). Il 15 maggio seguente ha vinto l'Europa League nella finale contro il Benfica, partita terminata 2-1 nella quale ha aperto le marcature segnando il primo dei due gol del Chelsea. In totale nel corso della competizione Torres ha realizzato 6 reti in 9 partite, risultando il miglior marcatore della propria squadra e il quarto in assoluto. In seguito a questa vittoria è entrato, insieme al compagno di squadra e di Nazionale Juan Manuel Mata, nel novero dei giocatori capaci di vincere un Mondiale, un Europeo una Champions League ed un'Europa League, risultando al tempo stesso campione in carica di tutte e quattro le competizioni; in precedenza anche Andreas Möller e Jürgen Kohler avevano vinto questi 4 trofei, ma senza detenerli contemporaneamente. Grazie alla rete realizzata nell'ultima giornata di Premier League contro l'Everton, che ha determinato il 2-1 finale e per il Chelsea l'accesso diretto all'edizione 2013-2014 della Champions League, Torres ha concluso la stagione con un bottino di 23 gol in 64 partite (miglior realizzatore della propria squadra), ai quali si aggiungono anche 11 assist.
Il primo gol della stagione 2013-2014, arriva in occasione della partita valida per la Supercoppa UEFA 2013 contro il Bayern Monaco, apre le marcature, non riuscendo però a evitare la sconfitta del Chelsea, che capitolerà ai tiri di rigore. Il 30 aprile 2014 ha segnato il suo primo e unico gol alla sua ex squadra, l'Atletico Madrid, nella gara di ritorno della semifinale di Champions League, che tuttavia non è bastato per raggiungere la finale della manifestazione. Durante l'ultima giornata di campionato sigla il gol che fissa sul 2-1 il punteggio della gara contro il Cardiff City.
Conclude la sua esperienza con i Blues dopo 3 anni e mezzo con 172 presenze e 45 gol.

#### La parentesi al Milan e il ritorno all'Atlético
Il 31 agosto 2014 passa in prestito al Milan, in Serie A, per due anni con opzione per un terzo anno di contratto. Esordisce in campionato il 20 settembre seguente vestendo la maglia numero 9 subentrando al 76' ad Andrea Poli in Milan-Juventus, sfida persa per 0-1. Tre giorni più tardi, nella prima gara da titolare contro l'Empoli (2-2), realizza la sua prima - e unica - rete in maglia rossonera. Il 27 dicembre il Chelsea comunica il passaggio di Torres al Milan a titolo definitivo. Due giorni più tardi lascia i rossoneri dopo sole 10 presenze e 1 gol.

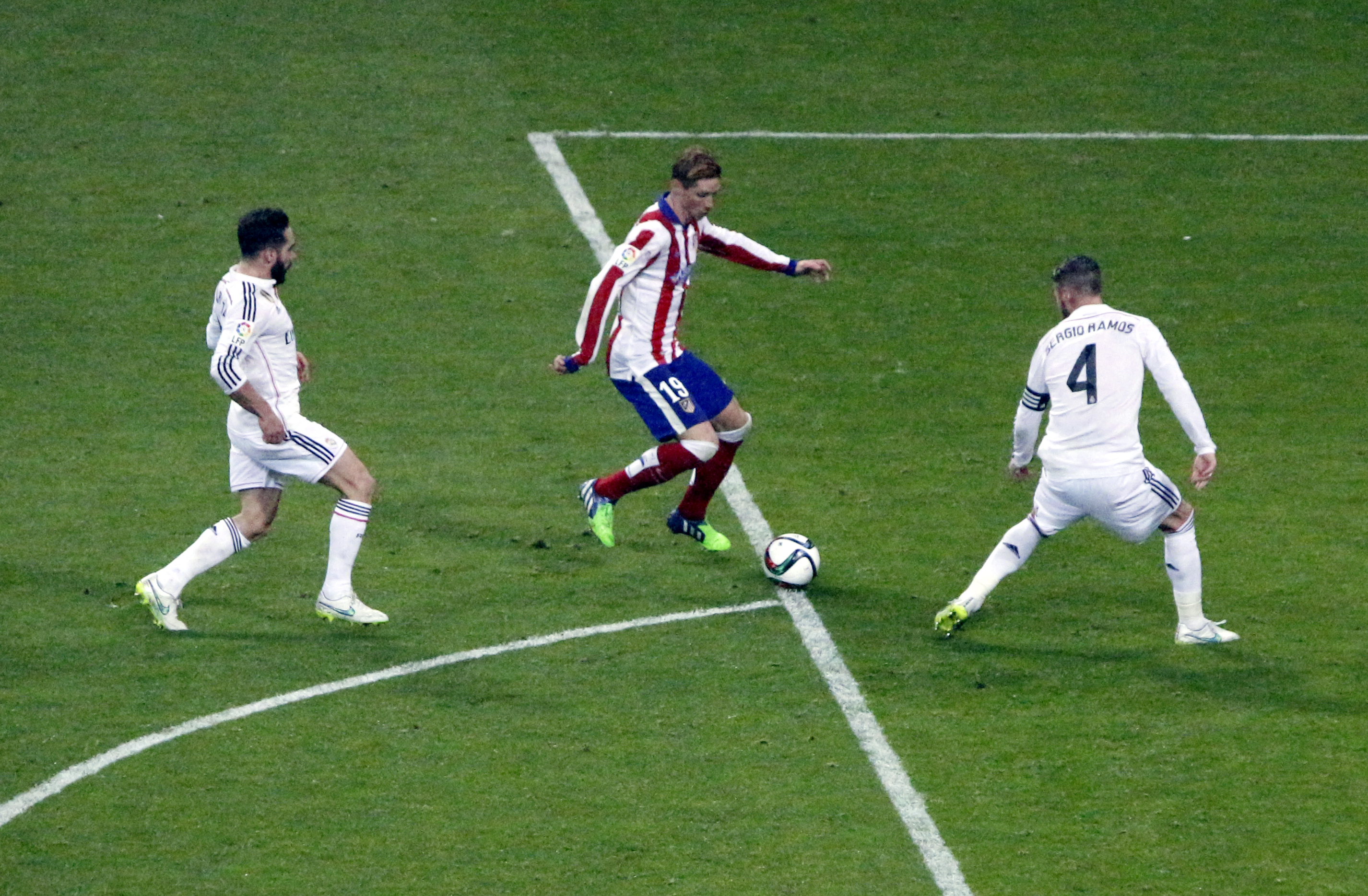
Torres in azione durante la partita di Copa Del Rey contro il Real Madrid nel 2015

Il 29 dicembre 2014 viene annunciato il suo ritorno all'Atlético Madrid con la formula del prestito di 18 mesi, in cambio di Alessio Cerci. Viene presentato al Vicente Calderón il 4 gennaio 2015, di fronte a 45,000 persone giunte allo stadio per riaccoglierlo.
Debutta con la nuova casacca il 7 gennaio 2015, in Copa del Rey, nel derby casalingo contro il Real Madrid vinto per 2-0. Torna al goal con la maglia rojiblanca nella gara di ritorno, mettendo a segno una doppietta nel 2-2 che qualifica l'Atlético Madrid ai quarti di finale. La prima presenza in Champions League con la maglia dell'Atlético Madrid arriva il 25 febbraio 2015, contro il Bayer Leverkusen, agli ottavi di finale. La partita si decide ai tiri di rigore e Torres realizza quello decisivo per il passaggio del turno. Il 21 marzo seguente segna il primo gol dal suo ritorno nella Liga, nella vittoria per 2-0 sul Getafe. Chiude la stagione con 7 goal e 36 presenze accumulate giocando per Milan e Atlético Madrid.
Il 6 febbraio 2016 realizza il suo 100º gol con la maglia dei Colchoneros, nella vittoria interna in rimonta contro l'Eibar. Nel mese di aprile stabilisce un record personale: tra campionato e Champions League, va a segno in cinque partite consecutive (contro Betis, Barcellona, Espanyol, Granada e Athletic Bilbao). Il 28 maggio 2016 disputa la sua seconda finale di UEFA Champions League nel derby perso contro il Real Madrid ai tiri di rigore. Durante i tempi regolamentari si procura un rigore, poi sbagliato da Antoine Griezmann. Chiude la stagione con un totale di 44 presenze e 12 reti.
Il 2 marzo 2017 resta vittima di un grave infortunio nel corso della partita pareggiata per 1-1 contro il Deportivo La Coruña: a causa uno scontro di gioco con Álex Bergantiños, sviene dopo aver battuto violentemente la testa; in seguito riprende conoscenza e viene trasportato nel locale ospedale, dove viene tenuto in osservazione per la notte. Conclude la stagione con 10 gol realizzati.
Il 3 maggio 2018 gioca la sua 400ª partita ufficiale con l'Atlético Madrid, in occasione della vittoriosa semifinale di Europa League contro l'Arsenal. Il 16 maggio 2018 vince il suo primo trofeo europeo con l'Atletico Madrid, conquistando l'Europa League grazie alla vittoria 3-0 sul Marsiglia, entrando in campo al 90' al posto di Griezmann.
Il 20 maggio 2018 gioca la sua ultima partita con il club madrileno, realizzando una doppietta nel pareggio 2-2 contro l’Eibar e chiudendo così a quota 129 reti la sua carriera all’Atletico Madrid, risultando il quinto migliore marcatore della storia dell'Atletico Madrid.

#### Gli ultimi anni in Giappone
Il 10 luglio 2018 si trasferisce al Sagan Tosu. Dodici giorni dopo esordisce nella partita persa per 1-0 contro il Vegalta Sendai. Dopo due stagioni trascorse nel campionato giapponese, il 23 agosto 2019 gioca l'ultima partita della sua carriera contro il Vissel Kobe dei suoi ex compagni di nazionale Andrés Iniesta e David Villa.

### Nazionale

#### Nazionali giovanili
Nel febbraio 2001, pochi mesi dopo essersi ristabilito dalla frattura alla gamba, Torres ha vinto il Torneo di Algarve con la Nazionale spagnola U-16. Nel maggio dello stesso anno sempre con la selezione Under-16 ha partecipato all'Europeo di categoria, vincendo anche tale manifestazione; qui Torres ha realizzato l'unico gol della finale e si è laureato capocannoniere con 7 reti in 6 partite. È stato inoltre scelto come miglior giocatore della competizione. A novembre, invece, è stato convocato per il Mondiale Under-17, dove la Spagna è stata eliminata nella fase a gironi e Torres ha segnato 1 gol in 3 partite.
Nel 2002 ha vinto con la sua Nazionale l'Europeo Under-19. Come già accaduto nell'Europeo Under-16, Torres ha segnato l'unico gol della finale, si è laureato capocannoniere (4 reti in 4 partite) ed è stato eletto miglior giocatore della competizione.

#### Nazionale maggiore

##### Gli esordi, l'Europeo 2004 e il Mondiale 2006

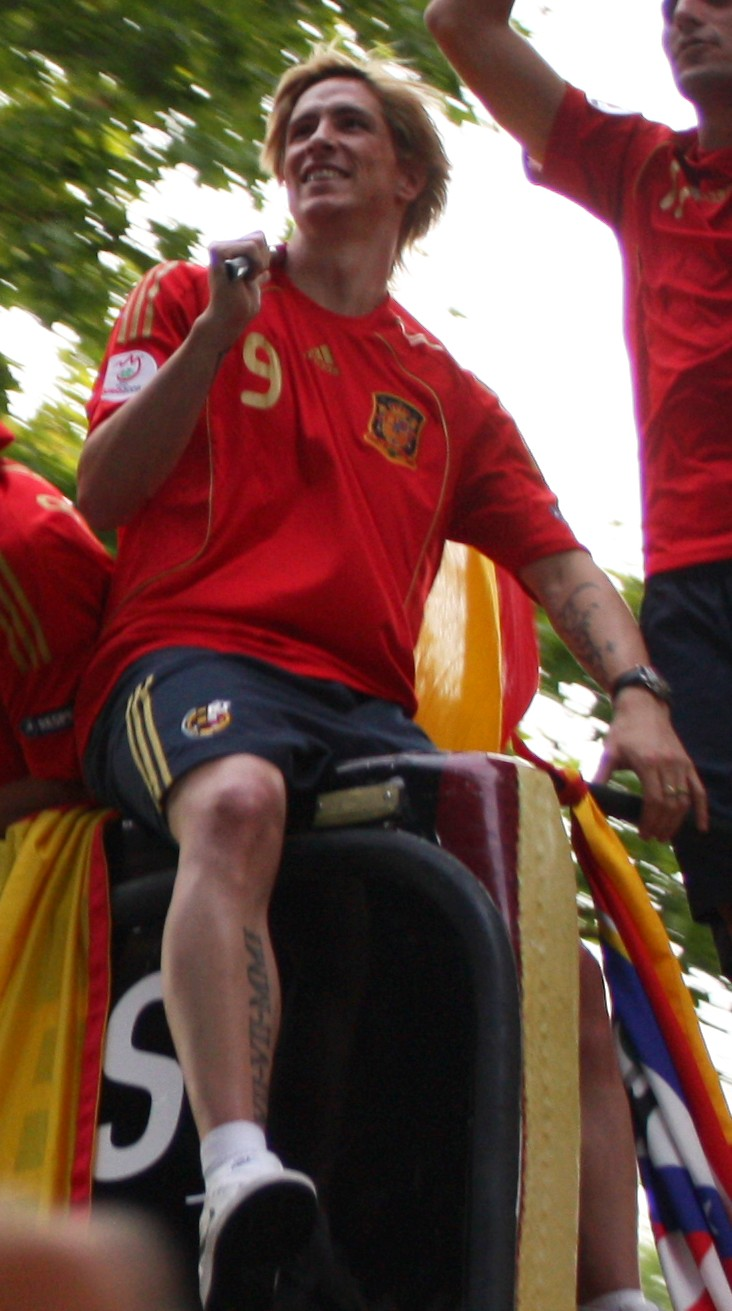
Torres mentre festeggia la vittoria della Spagna a Euro 2008.

Torres ha debuttato nella nazionale maggiore il 6 settembre 2003 in amichevole contro il Portogallo. Il 28 aprile 2004 ha segnato il suo primo gol con le Furie Rosse contro l'Italia.
Ha fatto parte della selezione che ha partecipato all'Europeo 2004, dove è subentrato dalla panchina nelle prime due partite del girone eliminatorio e ha disputato come titolare la terza e decisiva contro il Portogallo, persa per 1-0, che ha sancito l'eliminazione della Spagna.
È stato convocato per il Mondiale 2006, dove ha segnato il gol del definitivo 4-0 contro l'Ucraina nella partita inaugurale del girone e 2 reti contro la Tunisia (3-1, la seconda su calcio di rigore), per un totale di 3 gol in 4 partite.

##### Il vittorioso Europeo 2008 e la Confederations Cup 2009
Convocato anche per l'Europeo 2008, si è rivelato uno dei protagonisti della manifestazione con 5 presenze e 2 reti, tra cui quella che il 29 giugno 2008 a Vienna ha deciso la finale, consegnando alla Spagna il secondo titolo europeo della sua storia.
Il 1º giugno 2009 è stato convocato per la Confederations Cup che si è svolta in Sudafrica dal 14 al 28 giugno 2009: ha esordito segnando una tripletta alla Nuova Zelanda, Alla fine della competizione, conclusa al terzo posto battendo dopo i tempi supplementari i padroni di casa del Sudafrica, Torres, grazie ai 3 gol realizzati nelle 5 partite giocate, è risultato il secondo miglior marcatore della competizione dietro Luís Fabiano (5 reti) e il migliore degli spagnoli nuovamente a pari merito con Villa.

##### La vittoria del Mondiale 2010 e il bis europeo nel 2012

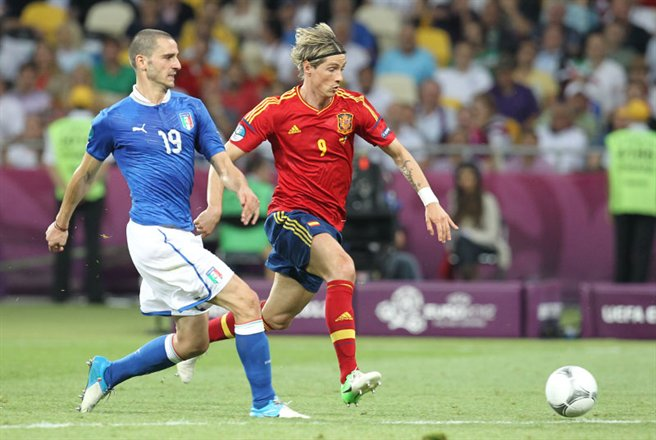
Torres in un duello contro Bonucci nella finale dell'Europeo 2012 tra Spagna e Italia.

Nel 2010 è stato convocato da del Bosque per il Mondiale in Sudafrica. Durante la manifestazione ha disputato tutte e 7 le partite della Spagna (4 da titolare, venendo sempre sostituito nel secondo tempo, e 3 da subentrante) senza segnare alcun gol e l'11 luglio 2010 a Johannesburg, dopo aver vinto per 1-0 la finale contro i Paesi Bassi, si è aggiudicato il titolo di campione del mondo con la sua Nazionale.

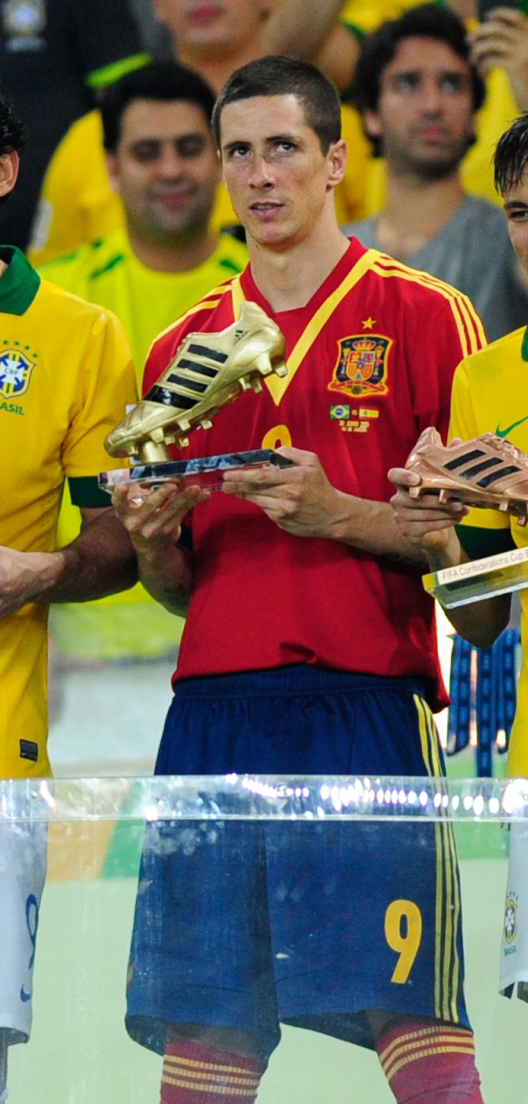
Torres premiato con la Scarpa d'oro quale miglior marcatore della FIFA Confederations Cup 2013.

Nel maggio del 2012 è stato inserito dal CT Vicente del Bosque nella lista dei 23 convocati per l'Europeo 2012 in Polonia e Ucraina. Nella seconda giornata del girone eliminatorio ha segnato una doppietta realizzando la prima e la terza rete della Spagna nel 4-0 ottenuto contro l'Irlanda e nella finale del 1º luglio 2012 contro l'Italia, dopo essere subentrato a Fàbregas nel corso del secondo tempo, ha segnato il terzo gol spagnolo e fornito l'assist per il definitivo 4-0 di Mata. Grazie a questo gol e a questo assist, Torres ha vinto la Scarpa d'oro come miglior marcatore dell'Europeo 2012 con 3 reti (tante quante Balotelli, Dzagoev, Gómez, Mandžukić e Ronaldo) e un assist (come Gómez) in 189 minuti di gioco ed è anche diventato il primo ed unico giocatore a segnare una rete in due diverse finali di un Europeo.

##### Confederations Cup 2013 e Mondiale 2014
Il 7 settembre 2012, giocando l'amichevole vinta per 5-0 contro l'Arabia Saudita, ha raggiunto le 100 presenze con la maglia della Nazionale spagnola.
Convocato dal CT del Bosque per la Confederations Cup 2013, ha esordito nella manifestazione il 20 giugno 2013 nella seconda partita della fase a gironi contro Tahiti segnando una quaterna (prima in Nazionale) nel 10-0 finale. Grazie a queste reti ha anche eguagliato il record di 4 gol realizzati in una sola partita di Confederations Cup stabilito da Cuauhtémoc Blanco e Marzouq Al-Otaibi nel 1999; in seguito tale record è stato raggiunto anche da Abel Hernández che ha segnato 4 gol anch'egli nel corso della Confederations Cup 2013 e sempre contro Tahiti. Al termine del torneo, che la Spagna ha concluso al secondo posto, Torres è risultato essere il capocannoniere con 5 gol, insieme a Fred, e si è aggiudicato la Scarpa d'oro in virtù, a parità di assist (uno per entrambi), del minor numero di minuti giocati rispetto al brasiliano (273 minuti contro 423).
Convocato per il campionato del mondo 2014, Torres ha giocato le prime due partite della fase a gironi subentrando dalla panchina. Nella terza ed ultima gara contro l'Australia, con la Spagna già eliminata, è stato schierato da titolare mettendo a segno la seconda rete nel 3-0 contro i Socceroos.
Quella contro gli australiani è stata anche la sua ultima partita con la selezione spagnola, con cui ha segnato 38 reti in 110 partite.

### Allenatore
Il 25 luglio 2021 viene ingaggiato come allenatore della selezione Juvenil A dell'Atlético Madrid, conseguendo al contempo il patentino da allenatore UEFA Pro.
L'11 giugno del 2024, viene ufficialmente promosso alla guida dell'Atlético Madrid B, la seconda squadra dei Colchoneros.

## Statistiche

### Presenze e reti nei club
Tra club, nazionale maggiore e nazionali giovanili, Fernando Torres ha totalizzato globalmente 909 partite segnando 323 reti, alla media di 0,36 gol a partita.
Statistiche aggiornate al termine della carriera da calciatore.
| Stagione               | Squadra                | Campionato             | Campionato | Campionato | Coppe nazionali | Coppe nazionali | Coppe nazionali | Coppe continentali | Coppe continentali | Coppe continentali | Altre coppe | Altre coppe | Altre coppe | Totale | Totale |
| Stagione               | Squadra                | Comp                   | Pres       | Reti       | Comp            | Pres            | Reti            | Comp               | Pres               | Reti               | Comp        | Pres        | Reti        | Pres   | Reti   |
| ---------------------- | ---------------------- | ---------------------- | ---------- | ---------- | --------------- | --------------- | --------------- | ------------------ | ------------------ | ------------------ | ----------- | ----------- | ----------- | ------ | ------ |
| 2000-2001              | Atlético Madrid        | SD                     | 4          | 1          | CR              | 2               | 0               | -                  | -                  | -                  | -           | -           | -           | 6      | 1      |
| 2001-2002              | Atlético Madrid        | SD                     | 36         | 6          | CR              | 1               | 1               | -                  | -                  | -                  | -           | -           | -           | 37     | 7      |
| 2002-2003              | Atlético Madrid        | PD                     | 29         | 13         | CR              | 3               | 1               | -                  | -                  | -                  | -           | -           | -           | 32     | 14     |
| 2003-2004              | Atlético Madrid        | PD                     | 35         | 19         | CR              | 5               | 2               | -                  | -                  | -                  | -           | -           | -           | 40     | 21     |
| 2004-2005              | Atlético Madrid        | PD                     | 38         | 16         | CR              | 6               | 2               | Int                | 5                  | 2                  | -           | -           | -           | 49     | 20     |
| 2005-2006              | Atlético Madrid        | PD                     | 36         | 13         | CR              | 4               | 0               | -                  | -                  | -                  | -           | -           | -           | 40     | 13     |
| 2006-2007              | Atlético Madrid        | PD                     | 36         | 14         | CR              | 4               | 1               | -                  | -                  | -                  | -           | -           | -           | 40     | 15     |
| 2007-2008              | Liverpool              | PL                     | 33         | 24         | FACup+CdL       | 1+1             | 0+3             | UCL                | 11                 | 6                  | -           | -           | -           | 46     | 33     |
| 2008-2009              | Liverpool              | PL                     | 24         | 14         | FACup+CdL       | 3+2             | 1+0             | UCL                | 9                  | 2                  | -           | -           | -           | 38     | 17     |
| 2009-2010              | Liverpool              | PL                     | 22         | 18         | FACup+CdL       | 2+0             | 0               | UCL+UEL            | 4+4                | 0+4                | -           | -           | -           | 32     | 22     |
| 2010-gen. 2011         | Liverpool              | PL                     | 23         | 9          | FACup+CdL       | 1+0             | 0               | UEL                | 2                  | 0                  | -           | -           | -           | 26     | 9      |
| Totale Liverpool       | Totale Liverpool       | Totale Liverpool       | 102        | 65         |                 | 10              | 4               |                    | 30                 | 12                 |             | -           | -           | 142    | 81     |
| gen.-giu. 2011         | Chelsea                | PL                     | 14         | 1          | FACup+CdL       | 0               | 0               | UCL                | 4                  | 0                  | -           | -           | -           | 18     | 1      |
| 2011-2012              | Chelsea                | PL                     | 32         | 6          | FACup+CdL       | 6+1             | 2+0             | UCL                | 10                 | 3                  | -           | -           | -           | 49     | 11     |
| 2012-2013              | Chelsea                | PL                     | 36         | 8          | FACup+CdL       | 5+4             | 1+2             | UCL+UEL            | 6+9                | 3+6                | CS+SU+Cmc   | 1+1+2       | 1+0+1       | 64     | 22     |
| 2013-2014              | Chelsea                | PL                     | 28         | 5          | FACup+CdL       | 2+1             | 0+1             | UCL                | 9                  | 4                  | SU          | 1           | 1           | 41     | 11     |
| Totale Chelsea         | Totale Chelsea         | Totale Chelsea         | 110        | 20         |                 | 19              | 6               |                    | 38                 | 16                 |             | 5           | 3           | 172    | 45     |
| 2014-gen. 2015         | Milan                  | A                      | 10         | 1          | CI              | 0               | 0               | -                  | -                  | -                  | -           | -           | -           | 10     | 1      |
| gen.-giu. 2015         | Atlético Madrid        | PD                     | 19         | 3          | CR              | 4               | 3               | UCL                | 3                  | 0                  | -           | -           | -           | 26     | 6      |
| 2015-2016              | Atlético Madrid        | PD                     | 30         | 11         | CR              | 2               | 0               | UCL                | 12                 | 1                  | -           | -           | -           | 44     | 12     |
| 2016-2017              | Atlético Madrid        | PD                     | 31         | 8          | CR              | 5               | 1               | UCL                | 9                  | 1                  | -           | -           | -           | 45     | 10     |
| 2017-2018              | Atlético Madrid        | PD                     | 27         | 5          | CR              | 6               | 3               | UCL+UEL            | 5+7                | 0+2                | -           | -           | -           | 45     | 10     |
| Totale Atlético Madrid | Totale Atlético Madrid | Totale Atlético Madrid | 321        | 109        |                 | 42              | 14              |                    | 41                 | 6                  |             | 0           | 0           | 404    | 129    |
| lug.-dic. 2018         | Sagan Tosu             | J1                     | 17         | 3          | CdL+CI          | 0+2             | 1               | -                  | -                  | -                  | -           | -           | -           | 19     | 4      |
| gen.-ago. 2019         | Sagan Tosu             | J1                     | 18         | 2          | CdL+CI          | 2+1             | 0+1             | -                  | -                  | -                  | -           | -           | -           | 21     | 3      |
| Totale Sagan Tosu      | Totale Sagan Tosu      | Totale Sagan Tosu      | 35         | 5          |                 | 5               | 2               |                    | -                  | -                  |             | -           | -           | 40     | 7      |
| Totale carriera        | Totale carriera        | Totale carriera        | 578        | 200        |                 | 76              | 26              |                    | 109                | 34                 |             | 5           | 3           | 768    | 263    |

### Cronologia presenze e reti in nazionale
| Cronologia completa delle presenze e delle reti in nazionale ― Spagna | Cronologia completa delle presenze e delle reti in nazionale ― Spagna | Cronologia completa delle presenze e delle reti in nazionale ― Spagna | Cronologia completa delle presenze e delle reti in nazionale ― Spagna | Cronologia completa delle presenze e delle reti in nazionale ― Spagna | Cronologia completa delle presenze e delle reti in nazionale ― Spagna | Cronologia completa delle presenze e delle reti in nazionale ― Spagna | Cronologia completa delle presenze e delle reti in nazionale ― Spagna |
| Data                                                                  | Città                                                                 | In casa                                                               | Risultato                                                             | Ospiti                                                                | Competizione                                                          | Reti                                                                  | Note                                                                  |
| --------------------------------------------------------------------- | --------------------------------------------------------------------- | --------------------------------------------------------------------- | --------------------------------------------------------------------- | --------------------------------------------------------------------- | --------------------------------------------------------------------- | --------------------------------------------------------------------- | --------------------------------------------------------------------- |
| 6-9-2003                                                              | Guimarães                                                             | Portogallo                                                            | 0 – 3                                                                 | Spagna                                                                | Amichevole                                                            | -                                                                     | 46’                                                                   |
| 10-9-2003                                                             | Elche                                                                 | Spagna                                                                | 2 – 1                                                                 | Ucraina                                                               | Qual. Euro 2004                                                       | -                                                                     | 63’                                                                   |
| 14-11-2003                                                            | Valencia                                                              | Spagna                                                                | 2 – 1                                                                 | Norvegia                                                              | Qual. Euro 2004                                                       | -                                                                     | 69’                                                                   |
| 31-3-2004                                                             | Gijón                                                                 | Spagna                                                                | 2 – 0                                                                 | Danimarca                                                             | Amichevole                                                            | -                                                                     | 46’                                                                   |
| 28-4-2004                                                             | Genova                                                                | Italia                                                                | 1 – 1                                                                 | Spagna                                                                | Amichevole                                                            | 1                                                                     | 46’                                                                   |
| 5-6-2004                                                              | Getafe                                                                | Spagna                                                                | 4 – 0                                                                 | Andorra                                                               | Amichevole                                                            | -                                                                     | 46’                                                                   |
| 12-6-2004                                                             | Faro                                                                  | Spagna                                                                | 1 – 0                                                                 | Russia                                                                | Euro 2004 - 1º turno                                                  | -                                                                     | 78’                                                                   |
| 16-6-2004                                                             | Porto                                                                 | Grecia                                                                | 1 – 1                                                                 | Spagna                                                                | Euro 2004 - 1º turno                                                  | -                                                                     | 80’                                                                   |
| 20-6-2004                                                             | Lisbona                                                               | Spagna                                                                | 0 – 1                                                                 | Portogallo                                                            | Euro 2004 - 1º turno                                                  | -                                                                     |                                                                       |
| 18-8-2004                                                             | Las Palmas                                                            | Spagna                                                                | 3 – 2                                                                 | Venezuela                                                             | Amichevole                                                            | -                                                                     | 59’                                                                   |
| 3-9-2004                                                              | Valencia                                                              | Spagna                                                                | 1 – 1                                                                 | Scozia                                                                | Amichevole                                                            | -                                                                     | 46’                                                                   |
| 9-10-2004                                                             | Santander                                                             | Spagna                                                                | 2 – 0                                                                 | Belgio                                                                | Qual. Mondiali 2006                                                   | -                                                                     | 53’                                                                   |
| 13-10-2004                                                            | Vilnius                                                               | Lituania                                                              | 0 – 0                                                                 | Spagna                                                                | Qual. Mondiali 2006                                                   | -                                                                     | 79’                                                                   |
| 17-11-2004                                                            | Madrid                                                                | Spagna                                                                | 1 – 0                                                                 | Inghilterra                                                           | Amichevole                                                            | -                                                                     | 46’                                                                   |
| 9-2-2005                                                              | Almería                                                               | Spagna                                                                | 5 – 0                                                                 | San Marino                                                            | Qual. Mondiali 2006                                                   | 1                                                                     |                                                                       |
| 26-3-2005                                                             | Salamanca                                                             | Spagna                                                                | 3 – 0                                                                 | Cina                                                                  | Amichevole                                                            | 1                                                                     | 46’                                                                   |
| 30-3-2005                                                             | Belgrado                                                              | Serbia e Montenegro                                                   | 0 – 0                                                                 | Spagna                                                                | Qual. Mondiali 2006                                                   | -                                                                     |                                                                       |
| 4-6-2005                                                              | Valencia                                                              | Spagna                                                                | 1 – 0                                                                 | Lituania                                                              | Qual. Mondiali 2006                                                   | -                                                                     | 57’                                                                   |
| 8-6-2005                                                              | Valencia                                                              | Spagna                                                                | 1 – 1                                                                 | Bosnia ed Erzegovina                                                  | Qual. Mondiali 2006                                                   | -                                                                     | 35’                                                                   |
| 17-8-2005                                                             | Gijón                                                                 | Spagna                                                                | 2 – 0                                                                 | Uruguay                                                               | Amichevole                                                            | -                                                                     | 46’                                                                   |
| 3-9-2005                                                              | Santander                                                             | Spagna                                                                | 2 – 1                                                                 | Canada                                                                | Amichevole                                                            | -                                                                     | 55’                                                                   |
| 7-9-2005                                                              | Madrid                                                                | Spagna                                                                | 1 – 1                                                                 | Serbia e Montenegro                                                   | Qual. Mondiali 2006                                                   | -                                                                     | 53’                                                                   |
| 8-10-2005                                                             | Bruxelles                                                             | Belgio                                                                | 0 – 2                                                                 | Spagna                                                                | Qual. Mondiali 2006                                                   | 2                                                                     | 67’ - 70’                                                             |
| 12-10-2005                                                            | Serravalle                                                            | San Marino                                                            | 0 – 6                                                                 | Spagna                                                                | Qual. Mondiali 2006                                                   | 3                                                                     |                                                                       |
| 12-11-2005                                                            | Madrid                                                                | Spagna                                                                | 5 – 1                                                                 | Slovacchia                                                            | Qual. Mondiali 2006                                                   | 1                                                                     |                                                                       |
| 16-11-2005                                                            | Bratislava                                                            | Slovacchia                                                            | 1 – 1                                                                 | Spagna                                                                | Qual. Mondiali 2006                                                   | -                                                                     | 61’                                                                   |
| 1-3-2006                                                              | Valladolid                                                            | Spagna                                                                | 3 – 2                                                                 | Costa d'Avorio                                                        | Amichevole                                                            | -                                                                     | 65’                                                                   |
| 27-5-2006                                                             | Albacete                                                              | Spagna                                                                | 0 – 0                                                                 | Russia                                                                | Amichevole                                                            | -                                                                     |                                                                       |
| 3-6-2006                                                              | Elche                                                                 | Spagna                                                                | 2 – 0                                                                 | Egitto                                                                | Amichevole                                                            | -                                                                     |                                                                       |
| 7-6-2006                                                              | Ginevra                                                               | Croazia                                                               | 1 – 2                                                                 | Spagna                                                                | Amichevole                                                            | 1                                                                     | 46’                                                                   |
| 14-6-2006                                                             | Lipsia                                                                | Spagna                                                                | 4 – 0                                                                 | Ucraina                                                               | Mondiali 2006 - 1º turno                                              | 1                                                                     |                                                                       |
| 19-6-2006                                                             | Stoccarda                                                             | Spagna                                                                | 3 – 1                                                                 | Tunisia                                                               | Mondiali 2006 - 1º turno                                              | 2                                                                     |                                                                       |
| 23-6-2006                                                             | Kaiserslautern                                                        | Arabia Saudita                                                        | 0 – 1                                                                 | Spagna                                                                | Mondiali 2006 - 1º turno                                              | -                                                                     | 70’                                                                   |
| 27-6-2006                                                             | Hannover                                                              | Spagna                                                                | 1 – 3                                                                 | Francia                                                               | Mondiali 2006 - Ottavi di finale                                      | -                                                                     |                                                                       |
| 15-8-2006                                                             | Reykjavík                                                             | Islanda                                                               | 0 – 0                                                                 | Spagna                                                                | Amichevole                                                            | -                                                                     | 46’                                                                   |
| 2-9-2006                                                              | Badajoz                                                               | Spagna                                                                | 4 – 0                                                                 | Liechtenstein                                                         | Qual. Euro 2008                                                       | 1                                                                     |                                                                       |
| 6-9-2006                                                              | Belfast                                                               | Irlanda del Nord                                                      | 3 – 2                                                                 | Spagna                                                                | Qual. Euro 2008                                                       | -                                                                     | 62’                                                                   |
| 7-10-2006                                                             | Solna                                                                 | Svezia                                                                | 2 – 0                                                                 | Spagna                                                                | Qual. Euro 2008                                                       | -                                                                     |                                                                       |
| 11-10-2006                                                            | Murcia                                                                | Spagna                                                                | 2 – 1                                                                 | Argentina                                                             | Amichevole                                                            | -                                                                     | 56’                                                                   |
| 7-2-2007                                                              | Manchester                                                            | Inghilterra                                                           | 0 – 1                                                                 | Spagna                                                                | Amichevole                                                            | -                                                                     | 46’                                                                   |
| 24-3-2007                                                             | Madrid                                                                | Spagna                                                                | 2 – 1                                                                 | Danimarca                                                             | Qual. Euro 2008                                                       | -                                                                     | 64’                                                                   |
| 28-3-2007                                                             | Palma di Maiorca                                                      | Spagna                                                                | 1 – 0                                                                 | Islanda                                                               | Qual. Euro 2008                                                       | -                                                                     | 43’                                                                   |
| 22-8-2007                                                             | Salonicco                                                             | Grecia                                                                | 2 – 3                                                                 | Spagna                                                                | Amichevole                                                            | -                                                                     | 46’                                                                   |
| 8-9-2007                                                              | Reykjavík                                                             | Islanda                                                               | 1 – 1                                                                 | Spagna                                                                | Qual. Euro 2008                                                       | -                                                                     | 57’                                                                   |
| 12-9-2007                                                             | Oviedo                                                                | Spagna                                                                | 2 – 0                                                                 | Lettonia                                                              | Qual. Euro 2008                                                       | -                                                                     |                                                                       |
| 6-2-2008                                                              | Malaga                                                                | Spagna                                                                | 1 – 0                                                                 | Francia                                                               | Amichevole                                                            | 1                                                                     | 23’                                                                   |
| 26-3-2008                                                             | Elche                                                                 | Spagna                                                                | 1 – 0                                                                 | Italia                                                                | Amichevole                                                            | -                                                                     | 46’                                                                   |
| 31-5-2008                                                             | Huelva                                                                | Spagna                                                                | 2 – 1                                                                 | Perù                                                                  | Amichevole                                                            | -                                                                     | 46’                                                                   |
| 4-6-2008                                                              | Santander                                                             | Spagna                                                                | 1 – 0                                                                 | Stati Uniti                                                           | Amichevole                                                            | -                                                                     | 46’                                                                   |
| 10-6-2008                                                             | Innsbruck                                                             | Spagna                                                                | 4 – 1                                                                 | Russia                                                                | Euro 2008 - 1º turno                                                  | -                                                                     | 54’                                                                   |
| 14-6-2008                                                             | Innsbruck                                                             | Svezia                                                                | 1 – 2                                                                 | Spagna                                                                | Euro 2008 - 1º turno                                                  | 1                                                                     |                                                                       |
| 22-6-2008                                                             | Vienna                                                                | Spagna                                                                | 0 – 0 dts (4 – 2 dtr)                                                 | Italia                                                                | Euro 2008 - Quarti di finale                                          | -                                                                     | 85’                                                                   |
| 26-6-2008                                                             | Vienna                                                                | Russia                                                                | 0 – 3                                                                 | Spagna                                                                | Euro 2008 - Semifinale                                                | -                                                                     | 69’                                                                   |
| 29-6-2008                                                             | Vienna                                                                | Germania                                                              | 0 – 1                                                                 | Spagna                                                                | Euro 2008 - Finale                                                    | 1                                                                     | 74’ - 78’                                                             |
| 20-8-2008                                                             | Copenaghen                                                            | Danimarca                                                             | 0 – 3                                                                 | Spagna                                                                | Amichevole                                                            | -                                                                     | 62’                                                                   |
| 11-10-2008                                                            | Tallinn                                                               | Estonia                                                               | 0 – 3                                                                 | Spagna                                                                | Qual. Mondiali 2010                                                   | -                                                                     |                                                                       |
| 15-10-2008                                                            | Bruxelles                                                             | Belgio                                                                | 1 – 2                                                                 | Spagna                                                                | Qual. Mondiali 2010                                                   | -                                                                     | 16’                                                                   |
| 19-11-2008                                                            | Vila-real                                                             | Spagna                                                                | 3 – 0                                                                 | Cile                                                                  | Amichevole                                                            | 1                                                                     | 57’                                                                   |
| 11-2-2009                                                             | Siviglia                                                              | Spagna                                                                | 2 – 0                                                                 | Inghilterra                                                           | Amichevole                                                            | -                                                                     | 64’                                                                   |
| 28-3-2009                                                             | Madrid                                                                | Spagna                                                                | 1 – 0                                                                 | Turchia                                                               | Qual. Mondiali 2010                                                   | -                                                                     | 86’                                                                   |
| 1-4-2009                                                              | Istanbul                                                              | Turchia                                                               | 1 – 2                                                                 | Spagna                                                                | Qual. Mondiali 2010                                                   | -                                                                     | 85’                                                                   |
| 9-6-2009                                                              | Baku                                                                  | Azerbaigian                                                           | 0 – 6                                                                 | Spagna                                                                | Amichevole                                                            | 1                                                                     |                                                                       |
| 14-6-2009                                                             | Rustenburg                                                            | Nuova Zelanda                                                         | 0 – 5                                                                 | Spagna                                                                | Conf. Cup 2009 - 1º turno                                             | 3                                                                     | 70’                                                                   |
| 17-6-2009                                                             | Bloemfontein                                                          | Spagna                                                                | 1 – 0                                                                 | Iraq                                                                  | Conf. Cup 2009 - 1º turno                                             | -                                                                     |                                                                       |
| 20-6-2009                                                             | Bloemfontein                                                          | Spagna                                                                | 2 – 0                                                                 | Sudafrica                                                             | Conf. Cup 2009 - 1º turno                                             | -                                                                     | 61’                                                                   |
| 24-6-2009                                                             | Bloemfontein                                                          | Spagna                                                                | 0 – 2                                                                 | Stati Uniti                                                           | Conf. Cup 2009 - Semifinale                                           | -                                                                     |                                                                       |
| 28-6-2009                                                             | Rustenburg                                                            | Spagna                                                                | 3 – 2 dts                                                             | Sudafrica                                                             | Conf. Cup 2009 - Finale 3º posto                                      | -                                                                     | 57’                                                                   |
| 12-8-2009                                                             | Skopje                                                                | Macedonia                                                             | 2 – 3                                                                 | Spagna                                                                | Amichevole                                                            | 1                                                                     | 64’                                                                   |
| 5-9-2009                                                              | La Coruña                                                             | Spagna                                                                | 5 – 0                                                                 | Belgio                                                                | Qual. Mondiali 2010                                                   | -                                                                     | 66’                                                                   |
| 9-9-2009                                                              | Mérida                                                                | Spagna                                                                | 3 – 0                                                                 | Estonia                                                               | Qual. Mondiali 2010                                                   | -                                                                     | 57’                                                                   |
| 10-10-2009                                                            | Erevan                                                                | Armenia                                                               | 1 – 2                                                                 | Spagna                                                                | Qual. Mondiali 2010                                                   | -                                                                     | 55’                                                                   |
| 3-3-2010                                                              | Saint-Denis                                                           | Francia                                                               | 0 – 2                                                                 | Spagna                                                                | Amichevole                                                            | -                                                                     | 46’                                                                   |
| 8-6-2010                                                              | Murcia                                                                | Spagna                                                                | 6 – 0                                                                 | Polonia                                                               | Amichevole                                                            | 1                                                                     | 66’                                                                   |
| 16-6-2010                                                             | Durban                                                                | Spagna                                                                | 0 – 1                                                                 | Svizzera                                                              | Mondiali 2010 - 1º turno                                              | -                                                                     | 63’                                                                   |
| 21-6-2010                                                             | Johannesburg                                                          | Spagna                                                                | 2 – 0                                                                 | Honduras                                                              | Mondiali 2010 - 1º turno                                              | -                                                                     | 70’                                                                   |
| 25-6-2010                                                             | Pretoria                                                              | Cile                                                                  | 1 – 2                                                                 | Spagna                                                                | Mondiali 2010 - 1º turno                                              | -                                                                     | 55’                                                                   |
| 29-6-2010                                                             | Città del Capo                                                        | Spagna                                                                | 1 – 0                                                                 | Portogallo                                                            | Mondiali 2010 - Ottavi di finale                                      | -                                                                     | 59’                                                                   |
| 3-7-2010                                                              | Johannesburg                                                          | Paraguay                                                              | 0 – 1                                                                 | Spagna                                                                | Mondiali 2010 - Quarti di finale                                      | -                                                                     | 56’                                                                   |
| 7-7-2010                                                              | Durban                                                                | Germania                                                              | 0 – 1                                                                 | Spagna                                                                | Mondiali 2010 - Semifinale                                            | -                                                                     | 81’                                                                   |
| 11-7-2010                                                             | Johannesburg                                                          | Paesi Bassi                                                           | 0 – 1 dts                                                             | Spagna                                                                | Mondiali 2010 - Finale                                                | -                                                                     | 106’                                                                  |
| 11-9-2010                                                             | Vaduz                                                                 | Liechtenstein                                                         | 0 – 4                                                                 | Spagna                                                                | Qual. Euro 2012                                                       | 2                                                                     | 58’                                                                   |
| 17-11-2010                                                            | Lisbona                                                               | Portogallo                                                            | 4 – 0                                                                 | Spagna                                                                | Amichevole                                                            | -                                                                     | 46’                                                                   |
| 9-2-2011                                                              | Madrid                                                                | Spagna                                                                | 1 – 0                                                                 | Colombia                                                              | Amichevole                                                            | -                                                                     | 56’                                                                   |
| 25-3-2011                                                             | Granada                                                               | Spagna                                                                | 2 – 1                                                                 | Rep. Ceca                                                             | Qual. Euro 2012                                                       | -                                                                     | 46’                                                                   |
| 4-6-2011                                                              | Foxborough                                                            | Stati Uniti                                                           | 0 – 4                                                                 | Spagna                                                                | Amichevole                                                            | 1                                                                     | 46’                                                                   |
| 7-6-2011                                                              | Puerto La Cruz                                                        | Venezuela                                                             | 0 – 3                                                                 | Spagna                                                                | Amichevole                                                            | -                                                                     | 63’                                                                   |
| 10-8-2011                                                             | Bari                                                                  | Italia                                                                | 2 – 1                                                                 | Spagna                                                                | Amichevole                                                            | -                                                                     | 15’                                                                   |
| 2-9-2011                                                              | San Gallo                                                             | Spagna                                                                | 3 – 2                                                                 | Cile                                                                  | Amichevole                                                            | -                                                                     | 64’                                                                   |
| 7-10-2011                                                             | Praga                                                                 | Rep. Ceca                                                             | 0 – 2                                                                 | Spagna                                                                | Qual. Euro 2012                                                       | -                                                                     | 61’                                                                   |
| 12-11-2011                                                            | Londra                                                                | Inghilterra                                                           | 1 – 0                                                                 | Spagna                                                                | Amichevole                                                            | -                                                                     | 64’                                                                   |
| 15-11-2011                                                            | San José                                                              | Costa Rica                                                            | 2 – 2                                                                 | Spagna                                                                | Amichevole                                                            | -                                                                     | 70’                                                                   |
| 30-5-2012                                                             | Berna                                                                 | Spagna                                                                | 4 – 1                                                                 | Corea del Sud                                                         | Amichevole                                                            | 1                                                                     | 57’                                                                   |
| 3-6-2012                                                              | Siviglia                                                              | Spagna                                                                | 1 – 0                                                                 | Cina                                                                  | Amichevole                                                            | -                                                                     | 46’ - 79’                                                             |
| 10-6-2012                                                             | Danzica                                                               | Spagna                                                                | 1 – 1                                                                 | Italia                                                                | Euro 2012 - 1º turno                                                  | -                                                                     | 74’                                                                   |
| 14-6-2012                                                             | Danzica                                                               | Spagna                                                                | 4 – 0                                                                 | Irlanda                                                               | Euro 2012 - 1º turno                                                  | 2                                                                     | 64’                                                                   |
| 18-6-2012                                                             | Danzica                                                               | Croazia                                                               | 0 – 1                                                                 | Spagna                                                                | Euro 2012 - 1º turno                                                  | -                                                                     | 61’                                                                   |
| 23-6-2012                                                             | Donec'k                                                               | Spagna                                                                | 2 – 0                                                                 | Francia                                                               | Euro 2012 - Quarti di finale                                          | -                                                                     | 67’                                                                   |
| 1-7-2012                                                              | Kiev                                                                  | Spagna                                                                | 4 – 0                                                                 | Italia                                                                | Euro 2012 - Finale                                                    | 1                                                                     | 75’                                                                   |
| 15-8-2012                                                             | Bayamón                                                               | Porto Rico                                                            | 1 – 2                                                                 | Spagna                                                                | Amichevole                                                            | -                                                                     |                                                                       |
| 7-9-2012                                                              | Pontevedra                                                            | Spagna                                                                | 5 – 0                                                                 | Arabia Saudita                                                        | Amichevole                                                            | -                                                                     | 53’                                                                   |
| 16-10-2012                                                            | Madrid                                                                | Spagna                                                                | 1 – 1                                                                 | Francia                                                               | Qual. Mondiali 2014                                                   | -                                                                     | 74’                                                                   |
| 8-6-2013                                                              | Miami Gardens                                                         | Spagna                                                                | 2 – 1                                                                 | Haiti                                                                 | Amichevole                                                            | -                                                                     | 59’                                                                   |
| 20-6-2013                                                             | Rio de Janeiro                                                        | Spagna                                                                | 10 – 0                                                                | Tahiti                                                                | Conf. Cup 2013 - 1º turno                                             | 4                                                                     |                                                                       |
| 23-6-2013                                                             | Fortaleza                                                             | Nigeria                                                               | 0 – 3                                                                 | Spagna                                                                | Conf. Cup 2013 - 1º turno                                             | 1                                                                     | 60’                                                                   |
| 27-6-2013                                                             | Fortaleza                                                             | Spagna                                                                | 0 – 0 dts (7 – 6 dtr)                                                 | Italia                                                                | Conf. Cup 2013 - Semifinale                                           | -                                                                     | 94’                                                                   |
| 30-6-2013                                                             | Rio de Janeiro                                                        | Brasile                                                               | 3 – 0                                                                 | Spagna                                                                | Conf. Cup 2013 - Finale                                               | -                                                                     | 59’                                                                   |
| 30-5-2014                                                             | Siviglia                                                              | Spagna                                                                | 2 – 0                                                                 | Bolivia                                                               | Amichevole                                                            | 1                                                                     | 62’                                                                   |
| 13-6-2014                                                             | Salvador                                                              | Spagna                                                                | 1 – 5                                                                 | Paesi Bassi                                                           | Mondiali 2014 - 1º turno                                              | -                                                                     | 63’                                                                   |
| 18-6-2014                                                             | Rio de Janeiro                                                        | Spagna                                                                | 0 – 2                                                                 | Cile                                                                  | Mondiali 2014 - 1º turno                                              | -                                                                     | 64’                                                                   |
| 23-6-2014                                                             | Curitiba                                                              | Australia                                                             | 0 – 3                                                                 | Spagna                                                                | Mondiali 2014 - 1º turno                                              | 1                                                                     |                                                                       |
| Totale                                                                |                                                                       | Presenze (9º posto)                                                   | 110                                                                   |                                                                       | Reti (3º posto)                                                       | 38                                                                    |                                                                       |

### Record
Durante la sua carriera Fernando Torres è riuscito a battere alcuni record:
- Unico calciatore insieme a Juan Manuel Mata ad essere stato contemporaneamente, anche se solo per 10 giorni, campione del Mondo, campione d'Europa per club e per nazionale in carica e detentore dell'Europa League.[15]
- Unico giocatore ad aver segnato in 7 differenti competizioni nel corso della stessa stagione.[52]

#### Nell'Atlético Madrid
- A 17 anni è diventato il più giovane giocatore a scendere in campo per l'Atlético Madrid.
- A 19 anni è stato nominato capitano dei Colchoneros,[3] diventando così il più giovane capitano della storia del club.[26]

#### Nel Liverpool
- Unico calciatore insieme a Roger Hunt ad aver segnato in 8 partite casalinghe consecutive.[30]

#### Nella nazionale spagnola
- Unico giocatore a segnare una rete in due diverse finali di un Europeo.[98]
- Unico calciatore insieme a Cuauhtémoc Blanco, Marzouq Al-Otaibi e Abel Hernández ad aver realizzato 4 gol in una sola partita di Confederations Cup.[102]

## Palmarès

### Club

#### Competizioni nazionali
- Segunda División: 1

Atlético Madrid: 2001-2002
- Coppa d'Inghilterra: 1

Chelsea: 2011-2012

#### Competizioni internazionali
- UEFA Champions League: 1

Chelsea: 2011-2012
- UEFA Europa League: 2

Chelsea: 2012-2013
Atlético Madrid: 2017-2018

### Nazionale

#### Competizioni giovanili
- Campionato d'Europa Under-16: 1

Inghilterra 2001
- Campionato d'Europa Under-19: 1

Norvegia 2002

#### Competizioni maggiori
- Campionato d'Europa: 2

Austria-Svizzera 2008, Polonia-Ucraina 2012
- Campionato mondiale: 1

Sudafrica 2010

### Individuale
- Capocannoniere dell'Europeo Under-16: 1

2001 (7 gol)
- Miglior giocatore dell'Europeo Under-16: 1

2001
- Capocannoniere dell'Europeo Under-19: 1

2002 (4 gol)
- Miglior giocatore dell'Europeo Under-19: 1

2002
- ESM Team of the Year: 1

2007-2008
- Squadra dell'anno UEFA: 1

2008
- Squadra ideale dell'Europeo: 1

2008
- FIFPro World XI: 2

2008, 2009
- Squadra dell'anno della PFA: 2

2008, 2009
- Scarpa d'argento della FIFA Confederations Cup: 1

Brasile 2009
- Capocannoniere dell'Europeo: 1

Polonia-Ucraina 2012 (3 gol)
- Scarpa d'oro della FIFA Confederations Cup: 1

Brasile 2013 (5 gol)